# Eduardo Missoni
Eduardo Missoni, född 31 juli 1954 i Rom, är en italiensk läkare som har varit aktiv inom ett flertal sociala procedurer. Han var generalsekreterare för World Organization of the Scout Movement från 1 april 2004 till 30 november 2007. Han avskedades på grund av stark kritik som riktats mot WOSM och världsscoutbyrån, vilket ledde till att många större scoutorganisationer, däribland Boy Scouts of America och Svenska Scoutrådet, frös utbetalningarna till världsorganisationen. Han ersattes av vice generalsekreterare Luc Panissod.

## Liv
Missoni fick sin medicinska utbildning och specialutbildning på tropiska mediciner vid La Sapienza i Rom. Han avlade därefter filosofie magisterexamen vid London School of Hygiene & Tropical Medicine. Han är professor vid Università Commerciale Luigi Bocconi i Milano. Hans expertområde och forskning är kopplat till hälsoutveckling och globala strategier för hälsa.
Han började sin karriär som en frivillig läkare i Nicaragua. Han anställdes senare som en Unicef-officer i Mexiko. han arbetade för den italienska regeringen som rådgivare beträffande gemensamma hälsoprogram i Latinamerika och Subsahariska Afrika.
I sin ungdom anslöt sig Missoni till scoutrörelsen som scout. Senare, som ung vuxen, blev han scoutledare. Han fortsatte att vara aktiv inom scouting och blev generalsekreterare för WOSM 2004 (1 april).